# Feu bactérien
Erwinia amylovora
Le feu bactérien, ou brûlure bactérienne au Canada, est une maladie bactérienne qui peut affecter certaines espèces de plantes à fleurs de la famille des Rosaceae.
Susceptible de provoquer rapidement la mort des arbres ou des arbustes malades, c'est l'une des plus dangereuses maladies des poiriers, pommiers, cognassiers, néfliers et de quelques autres espèces de l'ancienne sous-famille des Maloideae comme l'aubépine ou le cotoneaster : sa transmission est facile et les moyens de lutte ne sont que partiellement efficaces.
L'agent pathogène est Erwinia amylovora, bactérie Gram négative de la famille de Enterobacteriaceae.

## Symptomatologie

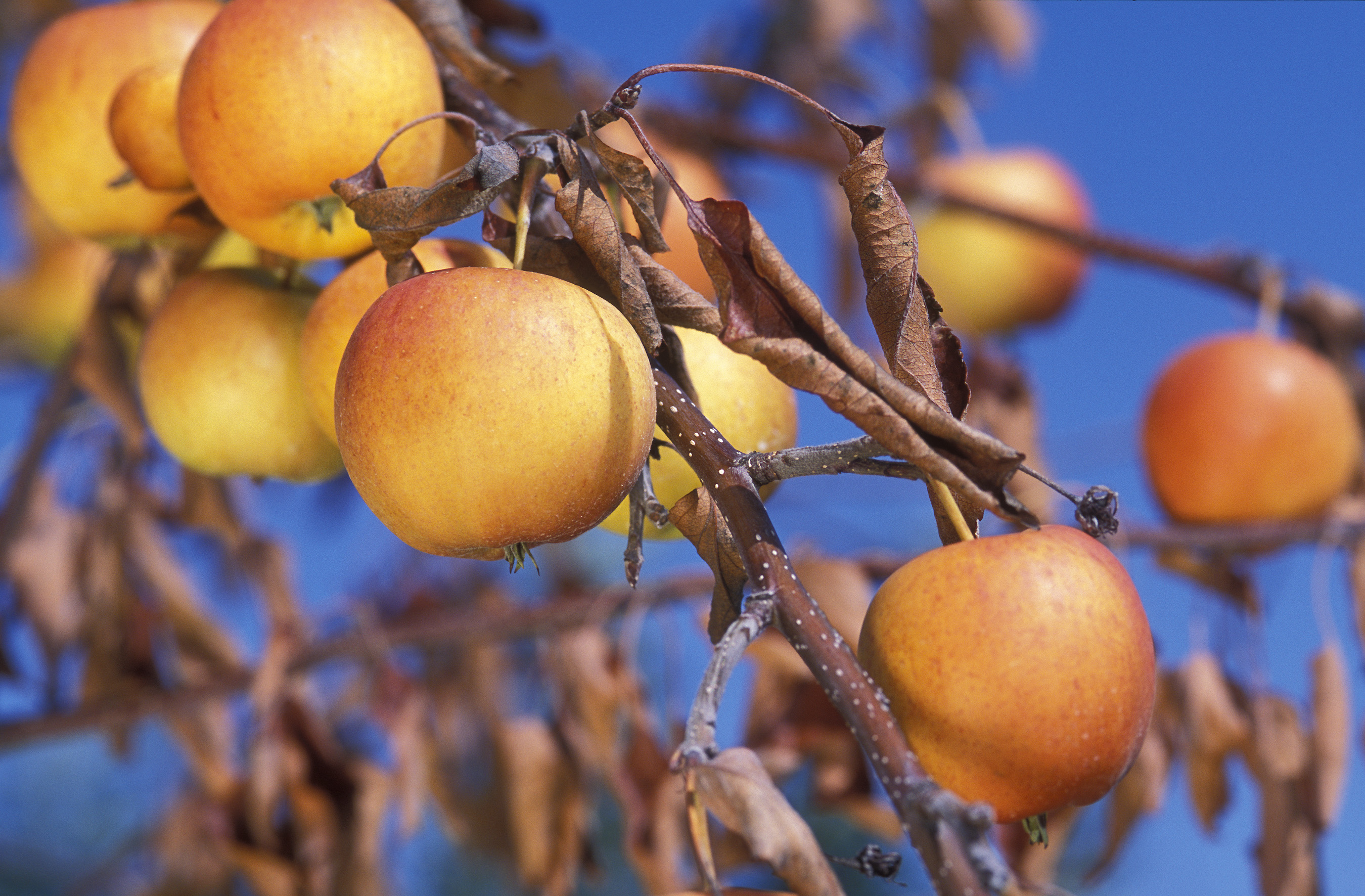
Pommier atteint par le feu bactérien.

À la suite de l'infection, les fleurs et les feuilles des bouquets floraux flétrissent et noircissent. Lorsque les conditions sont favorables (temps chaud et humide), des branches entières peuvent flétrir et se dessécher en quelques jours, donnant l'impression d'un plante brûlée par le feu. La pointe encore herbacée des jeunes rameaux infectés se recourbe en forme de crosse. À la différence d'autres maladies, les organes (fleurs, feuilles, fruits) infectés et desséchés restent attachés à l'arbre. À l'intérieur des organes atteints, la bactérie est présente bien en avant du front des symptômes visibles. Un chancre peut se développer sur l'écorce.
Dans des conditions d'humidité suffisante, des gouttelettes d'exsudat, riches en bactéries et polysaccharides, sont produites à la surface des tissus herbacés infectés en limite de la zone saine. C'est également un symptôme typique de la maladie.
Dans le cas de fortes attaques et sur des variétés très sensibles, la maladie peut rapidement provoquer la mort du végétal.
Espèce

## Cycle

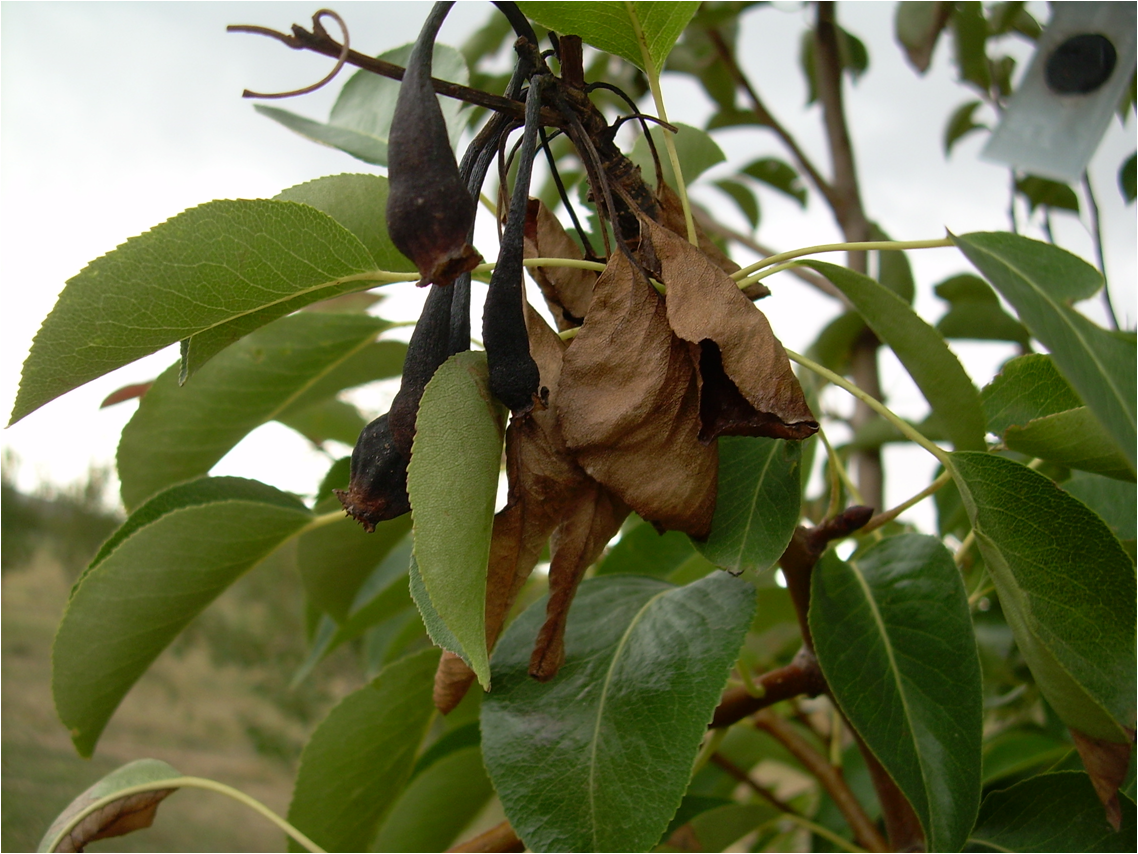
Attaque sur bouquet floral de poirier.

Les infections se font principalement par les fleurs, les jeunes pousses en croissance et les blessures. Du point d'infection, elles progressent par le rameau, puis les branches pour atteindre finalement le tronc et les racines.
Les conditions de l'apoplasme (pH acide, pauvreté en nutriments) sont défavorables à la vie saprophytique et amènent la bactérie à passer en phase parasitaire, phase qui s'accompagne de l'expression du système Hrp et de la disparition des flagelles. Lorsque l'infection est réussie, la bactérie gagne les espaces intercellulaires des parenchymes situés autour des vaisseaux conducteurs. L'infection se traduit par des nécroses des tissus dans lesquels évolue la bactérie ; celle-ci progresse ensuite par les tiges, à la surface desquelles peuvent exsuder des gouttelettes très riches en bactéries et en exopolysaccharides.

## Dissémination

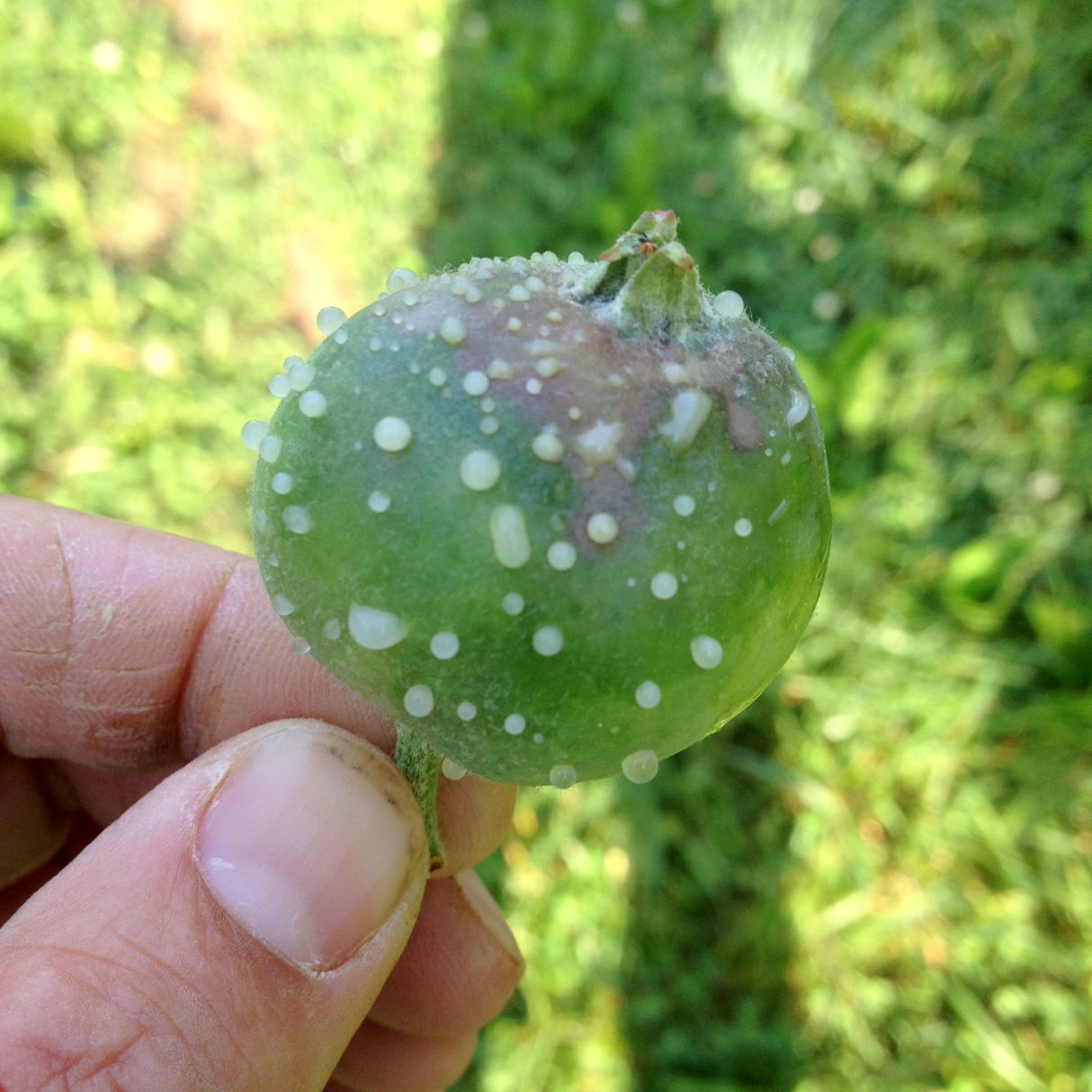
Exsudat bactérien à la surface d'une jeune pomme.

Par temps humide, on observe l'écoulement de ces gouttelettes visqueuses de couleur d'abord laiteuse, devenant brunâtre par la suite. Cette sécrétion, source d'inoculum, contribuera à propager la bactérie à l'aide des insectes (dont les insectes pollinisateurs), des oiseaux, du vent, de la pluie et de l'homme par le transport de greffons malades, raison pour laquelle la multiplication et la plantation de certaines espèces ou cultivars très sensibles ont été interdites en France entre 1994 et 2021.

Répartition officielle du feu bactérien dans le monde en 2007.

L'hiver, la bactérie survit dans des chancres situés sur les troncs des arbres. Ces chancres sont réactivés au printemps et émettent des exsudats qui serviront d'inoculum primaire pour les futures infections. Toutes les parties d'une plante infectée (boutures, greffons, semences) peuvent être vecteurs de la maladie.
Le feu bactérien n'apparaît pas présent sur tous les continents. À l'exception de la Nouvelle-Zélande, la maladie n'est pas signalée en 2007 dans l'hémisphère sud ni en Asie, exception faite du Moyen-Orient. En 1997, un foyer ponctuel est découvert à Melbourne mais il est éradiqué. Cette situation conduit certains pays indemnes à adopter des mesures de protection renforcée à l'importation de végétaux sensibles sur leur territoire.

## Lutte

### Résistance génétique
Aucune résistance monogénique de type R/Avr n'a été identifiée pour le pathosystème E. amylovora/Maloidées. Les résistances sont d'origine multigénique et d'intensités diverses : certains cultivars de pommiers et poiriers présentent une résistance quasi totale à Erwinia amylovora.

### Modélisation épidémiologique
L'utilisation de modèles mathématiques simulant le développement de la bactérie en fonction des conditions climatiques peut aider à mieux cibler la lutte et renseigner sur les périodes où une surveillance accrue des cultures sensibles doit être exercée.

### Prophylaxie
Les méthodes de lutte actuelles sont essentiellement prophylactiques :
- exclure ou éloigner à plus de 500 mètres les plantes hôtes mais non productives de fruits comestibles appétissants : Cotonéaster(Cotoneaster), cognassier ou pommier du Japon (Chaenomeles), buisson ardent (Pyracantha), Aubépine (Crataegus), Alisier, Cormier et Sorbier (Sorbus), Néflier (Mespilus), Amélanchier (Amelanchier), Néflier du Japon (Eriobotrya) ;
- surveiller périodiquement les cultures sensibles, brûler les débris végétaux infectés et traiter les chancres sur les troncs ;
- préférer les variétés résistantes ou très peu susceptibles (la multiplication et le plantation de la variété de poire Passe-Crassane en France sont interdites entre1994 et 2021, en raison de la très forte sensibilité de ce cultivar[3]) ;
- pour les pommiers, utiliser des porte-greffes tolérants au feu bactérien tels les Geneva[7].

### Lutte directe
La streptomycine s'est révélée efficace mais son utilisation intensive (jusqu'à dix traitements par an dans certains vergers des États-Unis) a rapidement provoqué l'apparition de souches de la bactérie résistantes à cet antibiotique.
Des éliciteurs des défenses naturelles sont efficaces contre la maladie ; c'est notamment le cas de produits de synthèse contenant la substance active acibenzolar-S-méthyl. Cependant, celui-ci n'est pas actuellement autorisé pour cet usage en France.
Des expérimentations ont démontré le rôle de Pantoea agglomerans (en) ou Pseudomonas fluorescens, des bactéries inoffensives pour la plante mais qui présentent des antagonismes forts en s'opposant à la progression d'Erwininia amylovora dans les tissus végétaux.